# HMS M17
HMS M17 був монітором типу M15 Королівського флоту.

## Конструкція
Призначений для обстрілів берегових цілей, в якості основного озброєння M17 отримав одну 9.2 дюймову гармату Mk X, яка зберігалася як запасна для крейсерів типів «Дрейк» та "Кресі. Крім того, на моніторі встановили 76,2 мм гармату, а також 57 міліметрову зенітку. Корабель мав паровий двигун потрійного розширення потужністю 800 кінських сил, який дозволяв розвивати швидкість до 11 вузлів. Екіпаж складався з 60 офіцерів і матросів.

## Перша світова війна
М17 служив у Середземномор'ї з серпня 1915 по жовтень 1918 року. Зокрема він взяв участь у Дарданелльській операції. До кінця війни корабель брав участь у блокуванні відповідної протоки.

## Участь у інтервенції на півдні України
24 березня 1919 монітор прибув у Севастополь для підтримки військ генерала Денікіна. 7 та 8 квітня корабель здійснював обстріли батарей червоних військ на північ від міста, а у середині квітня спільно з однотипним монітором M18 перейшов до Азовського моря, де здійснював артилерійську підтримку військ білих в районі Керченського півострова.

## Утилізація
M17 був проданий 12 травня 1920 року для цивільного використання як нафтовий танкер і перейменований у «Todejoe» (чисельник «Сім» малайською).